# María en el islam
María (en árabe: مريم‎, romanizado: Maryam), la madre de Jesús (Isa), ocupa un lugar singularmente exaltado en el islam como la única mujer nombrada en el Corán, que se refiere a ella setenta veces y la identifica explícitamente como la más grande de todas las mujeres, declarando, en referencia a la salutación angelical durante la anunciación: Oh María, Dios te ha escogido y te ha purificado; te ha escogido por encima de todas las mujeres de la creación. En el Corán, su historia está relatada en tres capítulos de la Meca (19, 21, 23) y cuatro capítulos de Medina (3, 4, 5, 66), y el decimonoveno capítulo de la Escritura, titulado «María» (Surat Maryam), lleva su nombre. El Corán se refiere a María más a menudo que el Nuevo Testamento.
Según el Corán, la gracia divina rodeó a María desde su nacimiento y, como mujer joven, recibió un mensaje de Dios a través del arcángel Gabriel de que Dios la había elegido, la había purificado y la había preferido por encima de todas las «mujeres de los mundos». Este acontecimiento, según la misma narrativa, fue seguido de la anunciación de un niño que había de ser concebido milagrosamente por ella mediante la intervención del  espíritu divino cuando aún era virgen, cuyo nombre sería  Jesús (Isa) y que sería el  ungido, el  Mesías Prometido. Como tal, la creencia islámica ortodoxa ha defendido «el principio del nacimiento virginal de Jesús», y aunque los pensadores islámicos clásicos nunca se detuvieron en la cuestión de la  virginidad perpetua de María en gran medida,  en el islam tradicional se acordó generalmente que María permaneció virgen a lo largo de toda su vida, y la mención del Corán de la purificación de María «del contacto con los hombres» implicaba la virginidad perpetua en las mentes de muchos de los padres islámicos más prominentes.

## Familia
El Corán llama a María «la hija de Imran» y menciona que la gente la llamaba «hermana de Aarón». Su madre, mencionada en el Corán solo como la esposa de Imran, oró por un niño y finalmente concibió. Según al-Tabari, la madre de María se llamaba  Ana, e Imrán, su marido, murió antes de que el niño naciera. Esperando que el niño fuera varón, Ana se comprometió a dedicarlo al aislamiento y al servicio en el Templo. Sin embargo, Ana dio a luz a una hija y la llamó María.

## En el Corán
María es mencionada frecuentemente en el Corán, y su narración ocurre consistentemente desde los primeros capítulos, revelados en La Meca, hasta los últimos versículos, revelados en Medina.

### Nacimiento

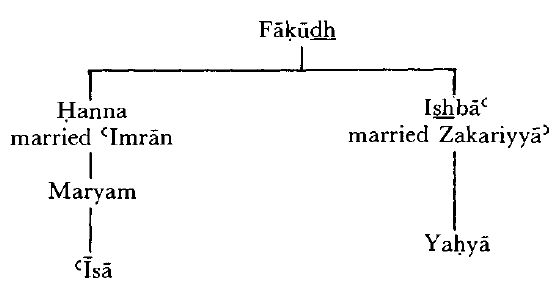
Relación de María con Juan y Zacarías

El nacimiento de María está narrado en el Corán con referencias tanto a su padre como a su madre. El padre de María se llamaba Imran. Es el equivalente de Joaquín en la tradición cristiana. Su madre, según al-Tabari, se llamaba Hannah, que es el mismo nombre que en la tradición cristiana, Santa Ana. La literatura musulmana narra que Imran y su esposa eran viejos y no tenían hijos y que, un día, la visión de un pájaro en un árbol alimentando a sus crías despertó el deseo de Ana de tener un hijo. Rezó a Dios para que cumpliera su deseo y juró, si su oración era aceptada, que su hijo se dedicaría al servicio de Dios.
A diferencia del concepto católico de la Inmaculada Concepción, el relato coránico del nacimiento de María no afirma una Inmaculada Concepción exclusivamente para María y su nacimiento puro se entiende independientemente de la doctrina del pecado original, o una falta hereditaria en los seres humanos, como se encuentra en el cristianismo ortodoxo. No existe tal doctrina en el islam.
El bisnieto de Mahoma, Ya'far al-Sadiq, describe el nacimiento de María en detalle. Según una narración, Alá le informa a Imran que le concederá un niño que curará a los ciegos y leprosos y resucitará a los muertos con el permiso de Alá. Cuando Imran le transmite la información a su esposa, Hannah, ella pensó que iba a concebir un hijo. Cuando dio a luz a María, dijo: ¡Oh, Señor mío! En verdad he dado a luz a una hembra, y el macho no es como la hembra, porque una hembra no será profeta, a lo que Alá respondió: Y Alá sabe mejor lo que ha dado a luz"[3,36]. Cuando le concedió a María a Jesús, se cumplió la promesa a Imran.

### Primeros años
El Corán no señala específicamente el hecho de que María vivió y creció en un templo como la palabra miḥ'rāb en Sura 3:36 en su significado literal se refiere a una cámara privada o una cámara de oración pública/privada. La idea definitiva de María de crecer en un templo deriva de la literatura externa (ver la narración a continuación por Ya'far al-Sadiq). Fue puesta bajo el cuidado del profeta  Zacarías, esposo de la hermana de Ana y tío materno y cuidador de María.: 16  Todas las veces que Zacarías entraba en la cámara de oración de María, la encontraba provista de comida y le preguntaba de dónde la recibía, a lo cual le respondía que Dios le proporcionaba a quien Él deseaba. Los estudiosos han debatido si esto se refiere a la comida milagrosa que María recibió de Dios o si se trataba de comida normal. Los que están a favor del punto de vista anterior afirman que tenía que ser un alimento milagroso, ya que Zacarías siendo profeta, habría sabido que Dios es el proveedor de todo el sustento y por lo tanto no habría cuestionado a María, si fuera un alimento normal.
El imán Ya'far al-Sadiq narra que cuando Maryam crecía, entraba en el mihrab y se ponía una cubierta para que nadie la viera. Zacarías fue al mihrab y descubrió que tenía fruta de verano en el invierno y fruta de invierno en el verano. Preguntó: «¿De dónde viene esto?» Ella dijo: «Es de Alah. En efecto, Alah provee a quien Él quiere sin tener en cuenta»[3:37]: 16–17 

### Anunciación

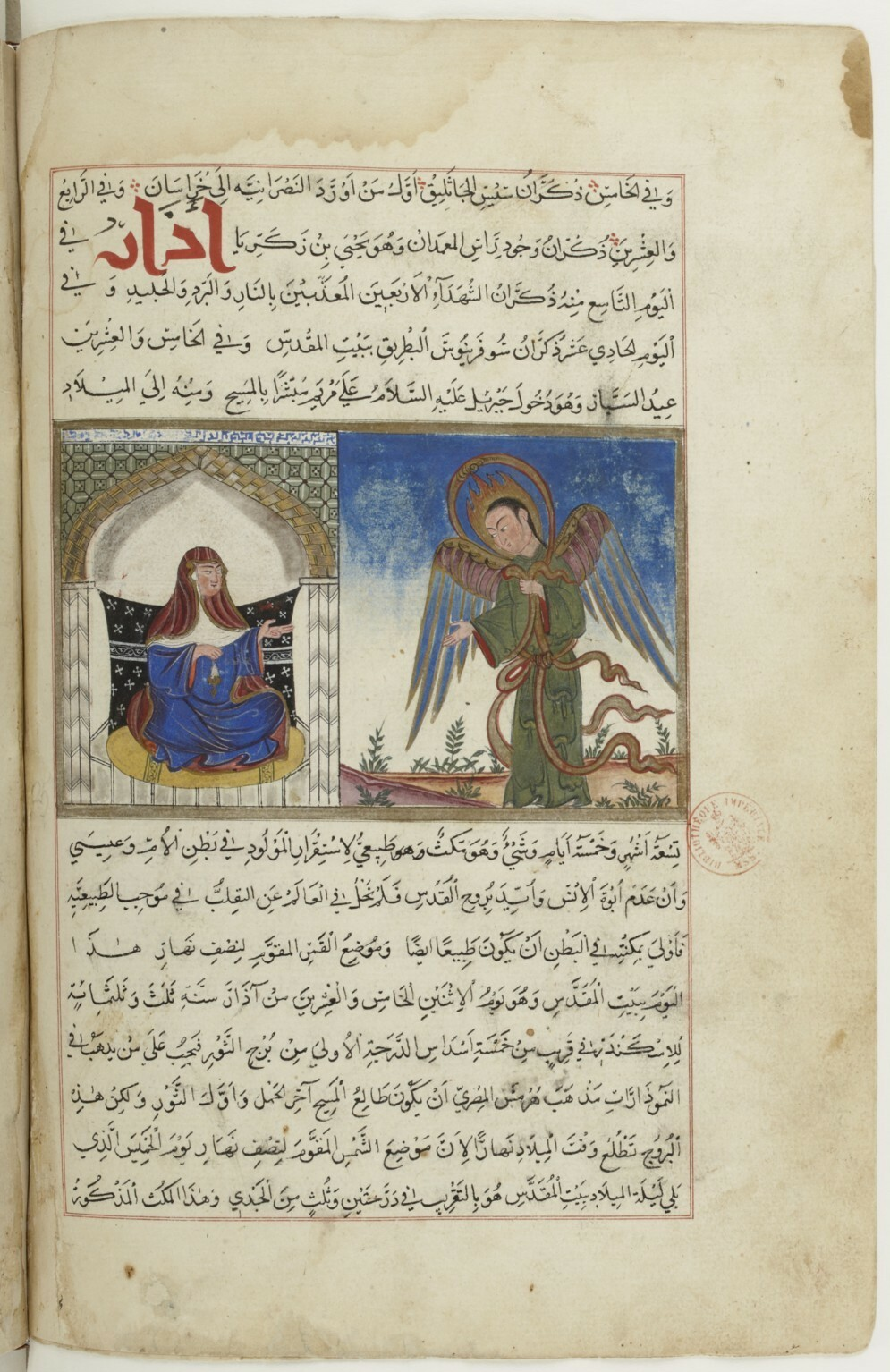
La Anunciación representada en una miniatura

El nacimiento virginal de Jesús es supremamente importante en el islam, como uno de los milagros más importantes de Dios, la primera mención explícita de una anunciación que presagia el nacimiento de Jesús es en el sura 19 (Maryam), ayah 20 donde María le pregunta a Gabriel (Yibril), cómo será capaz de concebir cuando ningún hombre la haya tocado. La respuesta de Gabriel asegura a María que para Dios todo es fácil y que el nacimiento virginal de Jesús será un signo para la humanidad. El nacimiento se menciona más tarde en el sura 66 (At-Tahrim), ayah 12, donde el Corán afirma que María permaneció "pura", mientras que Dios permitió que una vida se formara en el vientre de María. Una tercera mención de la anunciación se encuentra en el sura 3 (Al-Imran), ayat 42-43, donde María también recibe la buena nueva de que ha sido elegida sobre todo por las mujeres de la creación.
Los comentaristas del Corán comentan en el último versículo que María estaba tan cerca de una mujer perfecta como podía estarlo, y que estaba desprovista de casi todos sus defectos.
Aunque el Islam honra a numerosas mujeres, incluyendo a Séfora, Agar, Sara, Asiya, Jadíyah, Fátimah, Aisha, Hafsa, muchos comentaristas siguieron este versículo en el sentido absoluto, y estuvieron de acuerdo en que María era la mujer más grande de todos los tiempos.
Otros comentaristas, sin embargo, aunque sostienen que María era la «reina de los santos», interpretaron este versículo en el sentido de que María era la mujer más grande de aquel tiempo y que Fátima, Jadíyah y Asiya eran igualmente grandes. Según la exégesis y la literatura,  Gabriel se le apareció a María, que aún era joven, en forma de hombre bien hecho y con un «rostro resplandeciente» y le anunció el nacimiento de Jesús. Los detalles de la concepción no se discuten durante estas visitas angélicas, sino que en otras partes del Corán se afirma (sura 21, (Al-Anbiya), ayah 91 y 66:12) que Dios sopló «Su Espíritu» en María mientras ella permaneció virgen.

### Nacimiento virginal

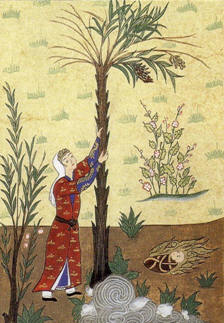
María agitando la palmera para las fechas, una leyenda derivada del Evangelio de Pseudo-Mateo.

Según el Corán, María fue elegida dos veces por el Señor: ¡Oh María! Alah te ha elegido a ti y puriﬁcado y te ha elegido a ti por encima de las mujeres de los mundos[3:42]; y la primera elección fue su selección con las buenas nuevas dadas a Imran. La segunda fue que quedó embarazada sin un hombre, por lo que a este respecto, fue elegida por encima de todas las demás mujeres del mundo.: 16 
El Corán narra el nacimiento virginal de Jesús en numerosas ocasiones. En el sura 19 (Maryam), ayat 17-21, se da la anunciación, seguida del nacimiento de la virgen a su debido tiempo. En el islam, Jesús es llamado el "espíritu de Dios" porque fue a través de la acción del espíritu, pero esa creencia no incluye la doctrina de su preexistencia, como en el cristianismo. La sura 3, ayat 47 también apoya la virginidad de María, revelando que "ningún hombre la ha tocado". La sura 66:12 afirma que Jesús nació cuando el espíritu de Dios sopló sobre María, cuyo cuerpo era casto.
Según el Corán, la siguiente conversación tuvo lugar entre el ángel Gabriel y María cuando se le apareció en forma de hombre:

Y menciona, [O Muhammad], en el Libro [la historia de] María, cuando se retiró de su familia a un lugar hacia el este. Y ella tomó, en aislamiento de ellos, una pantalla. Entonces Nosotros, le enviamos a Nuestro Ángel, y él se representó a sí mismo ante ella como un hombre bien proporcionado. Ella dijo: "De cierto, me refugio en el Misericordioso de vosotros, si es que teméis a Alah". Él dijo: "Yo solo soy el mensajero de tu Señor para darte la noticia de un niño puro". Ella dijo: "¿Cómo voy a tener un hijo si nadie me ha tocado y yo no he sido descortés? Él dijo: "Así será; tu Señor dice: 'Me es fácil, y le haremos señal al pueblo y misericordia de nosotros'". Y es un asunto [ya] decretado."[19:16-21]

Cuando nació Jesús, Alá mantuvo su nacimiento en secreto y lo escondió: Y ella, [Maryam], lo concibió, y se retiró con él a un lugar remoto[19:22]. Zacarías y su tía vinieron a buscarla hasta que se encontraron con ella después de que ella lo liberara, le dijeron: Ojalá yo hubiera muerto antes de esto, y hubiera sido olvidado en el olvido (19:23), pero entonces Alá permitió que Jesús hablara y perdonara a su madre y manifestara su autoridad.: 18 
La narrativa del Corán sobre el nacimiento virginal es algo diferente de la del Nuevo Testamento. El Corán dice que cuando los dolores del parto llegaron a María, ella se agarró a una palmera cercana, en cuyo momento una voz vino de «debajo de la (palmera)» o «debajo de ella», que decía: No te apesadumbres, porque tu Señor te ha provisto de un riachuelo debajo de ti; "Y sacude hacia ti el tronco de la palmera. El Corán continúa describiendo que María prometió no hablar con ningún hombre ese día, como Dios hizo que Jesús, quien los musulmanes creen que habló en la cuna, realizara su primer milagro. El Corán continúa diciendo que María trajo a Jesús al templo, donde inmediatamente comenzó a ser burlada por todos los hombres, excluyendo a Zacarías, quien creía en el nacimiento de la virgen. Los israelitas le preguntaron a María cómo llegó a estar encinta cuando no estaba casada, y María le señaló al niño Jesús. Fue entonces cuando, según el Corán, el niño Jesús comenzó a hablar en la cuna y habló de su profecía por primera vez.
Según el Imán Ya'far al-Sadiq, Jesús, el hijo de María, solía llorar intensamente cuando era niño, de modo que María estaba en estado de alerta con respecto a su profuso llanto. Él le dijo: "Toma un poco de la corteza de ese árbol, haz un tónico y dame de comer con él". Cuando lo bebió, lloró intensamente. María le dijo: ¿Qué clase de receta me diste? Él dijo: ¡Oh, madre mía! Conocimiento de la profecía y debilidad de la infancia.: 23 

## Tradición islámica
María es una de las figuras más honradas de la teología islámica, la mayoría de los musulmanes la ven como una de las mujeres más justas que han vivido, y una minoría la ven como una verdadera profeta. Las mujeres musulmanas la ven como un ejemplo y se sabe que visitan tanto santuarios musulmanes como cristianos. La tradición musulmana, al igual que la cristiana, honra su memoria en Matariyyah, cerca de El Cairo, y en Jerusalén. Los musulmanes también visitan el Baño de María en Jerusalén, donde la tradición musulmana cuenta que María una vez se bañó, y este lugar fue visitado a veces por mujeres que buscaban una cura para la esterilidad. Algunas plantas también han recibido el nombre de María, como Maryammiah, que, como cuenta la tradición, adquirió su dulce aroma cuando María se limpió la frente con sus hojas. Otra planta es Kaff Maryam, Anastatica hierochuntica, que fue utilizada por algunas mujeres musulmanas para ayudar en el embarazo, y el agua de esta planta fue dada a las mujeres para beber mientras rezan.
La literatura islámica no cuenta muchos casos de la vida posterior de María, y su asunción no está presente en ningún registro islámico. Sin embargo, algunos eruditos musulmanes contemporáneos, como Martin Lings, aceptaron la asunción como un acontecimiento histórico de la vida de María. Uno de los acontecimientos menos conocidos que se registran en la literatura musulmana es el de María visitando Roma con Juan y Judas Tadeo, los discípulos (al-Hawāriyūn) de Jesús, durante el reinado de Nerón.

## Títulos
- Qānitah: María se llama así en sura 66:12.[25] El término árabe implica el significado, no solo de la sumisión constante a Dios, sino también de la absorción en la oración y la invocación, significados que coinciden con la imagen de María pasando su infancia en el templo de la oración. De esta manera, María personifica la oración y la contemplación en el islam.
- Siddiqah: La que confirma la verdad o la que tiene fe. María es llamada Siddiqah dos veces en el Corán (sura 5 (Al-Ma'ida), ayat 73-75 y 66:12)[25][45] El término también ha sido traducido, Ella que cree sinceramente completamente.
- Sāŷidah La que se postra ante Dios en la adoración. El Corán dice: "¡Oh, María! Adorad piadosamente a vuestro Señor: postraos".[46] Mientras estáis en Sujud, un musulmán debe alabar a Dios y glorificarle. En esta moción, que los musulmanes creen que deriva de la naturaleza mariana, las manos, las rodillas y la frente tocan juntos el suelo.
- Rāki'ah: La que se inclina ante Dios en la adoración. El Corán dice: "¡Oh, María! Inclínate en oración con esos hombres, que se inclinan." El mandato fue repetido por los ángeles solo a María, según la opinión musulmana. Ruku' en la oración musulmana durante la oración se ha derivado de la práctica de María.
- Tāhirah: La que fue purificada.[47]
- Mustafia: La elegida. El Corán dice: "¡Oh, María! Dios te ha escogido y purificado y te ha escogido sobre todas las mujeres de todas las naciones del mundo".[47]
- Sa'imah: La que ayuna. Se dice que María ayuna medio año en algunas tradiciones musulmanas.

Muchos otros nombres de María se pueden encontrar en otros libros y colecciones religiosas. En Hadith, se la ha referido con nombres como Batul, Adhraa, Virgen Ascética, y Marhumah, Envuelta en la Misericordia de Dios.

## Lugar de entierro
Se cree que María fue enterrada en la iglesia del Sepulcro de María, en el valle de Cedrón, al pie del Monte de los Olivos de Jerusalén. La iglesia cristiana del lugar ha sido destruida varias veces, pero la cripta ha permanecido intacta. El sitio está dirigido por la Iglesia Ortodoxa Griega de Jerusalén, que lo comparte con la Iglesia Apostólica Armenia. Se construyó un mihrab en el lugar para ayudar a los peregrinos musulmanes en la oración.

## Legado
Mezquitas que llevan el nombre de María:
- Mezquita de María Madre de Jesús en Hoppers Crossing, Victoria, Australia.[49]
- Mezquita Maryam (Mary), Centro Nacional de la Nación del Islam, Chicago, IL
- Mezquita de Mujeres Qal'bu Maryam (Corazón de María), Berkeley, CA
- Maryam Umm Eisa (María Madre de Jesús), Abu Dhabi, Emiratos Árabes Unidos.[50]
- Mezquita Mariam Al-Batool (Virgen María) en Paola, Malta
- Mezquita de Mary (Ahmadiyyyah) en Galway, Irlanda.

## Galería

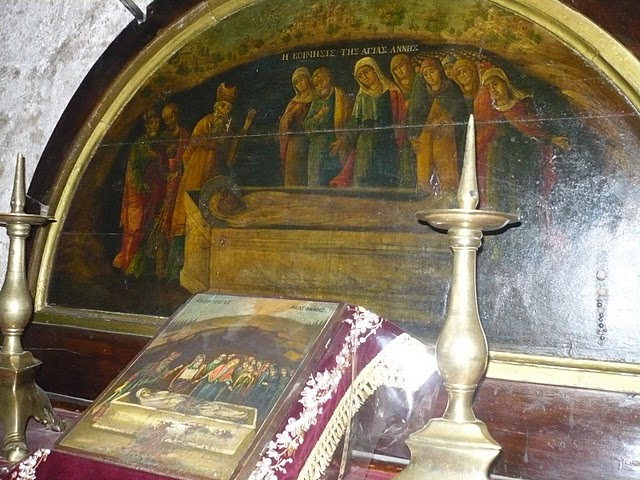
Pintura mural en la tumba de María
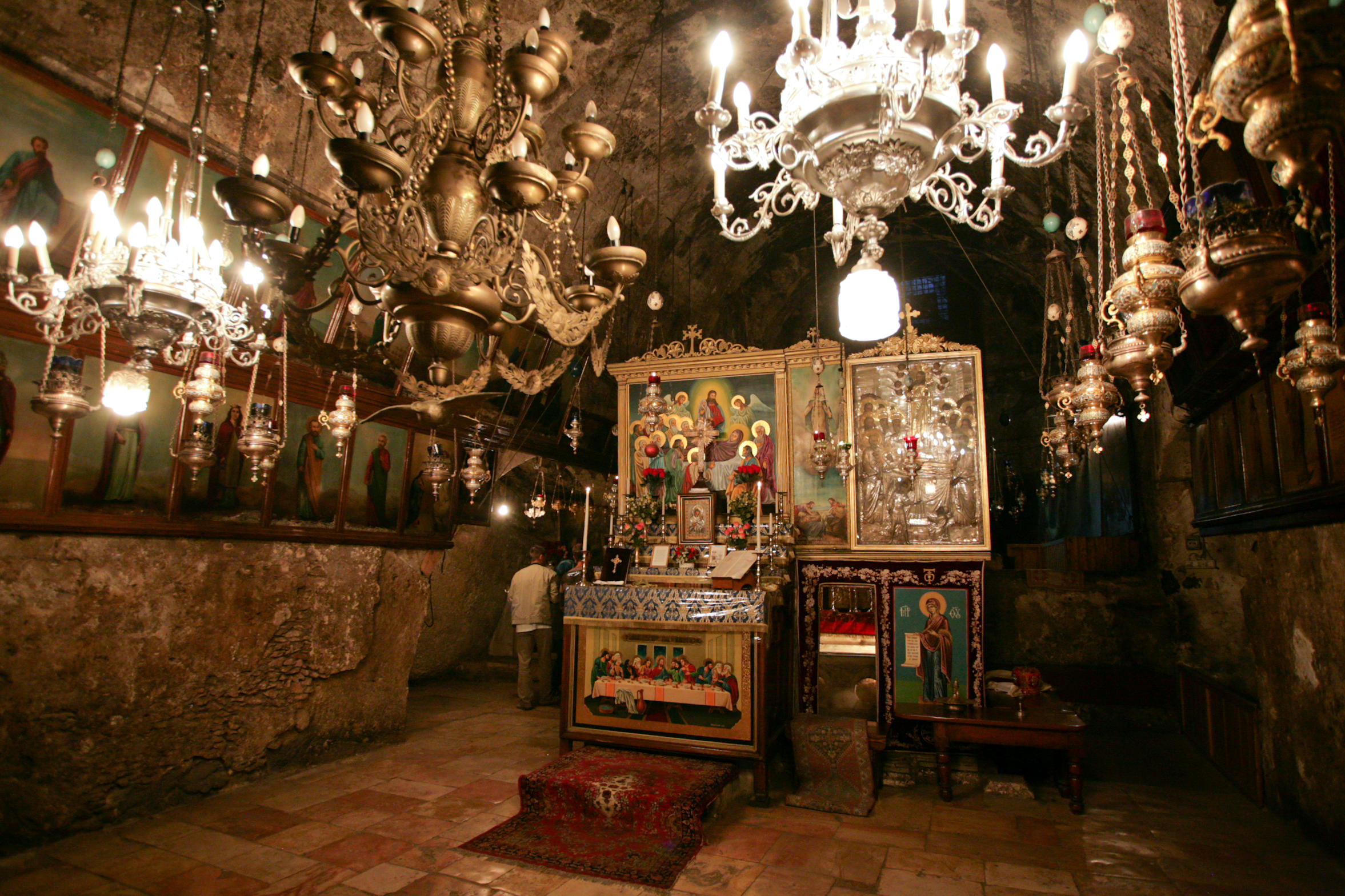
Dentro de la tumba de María
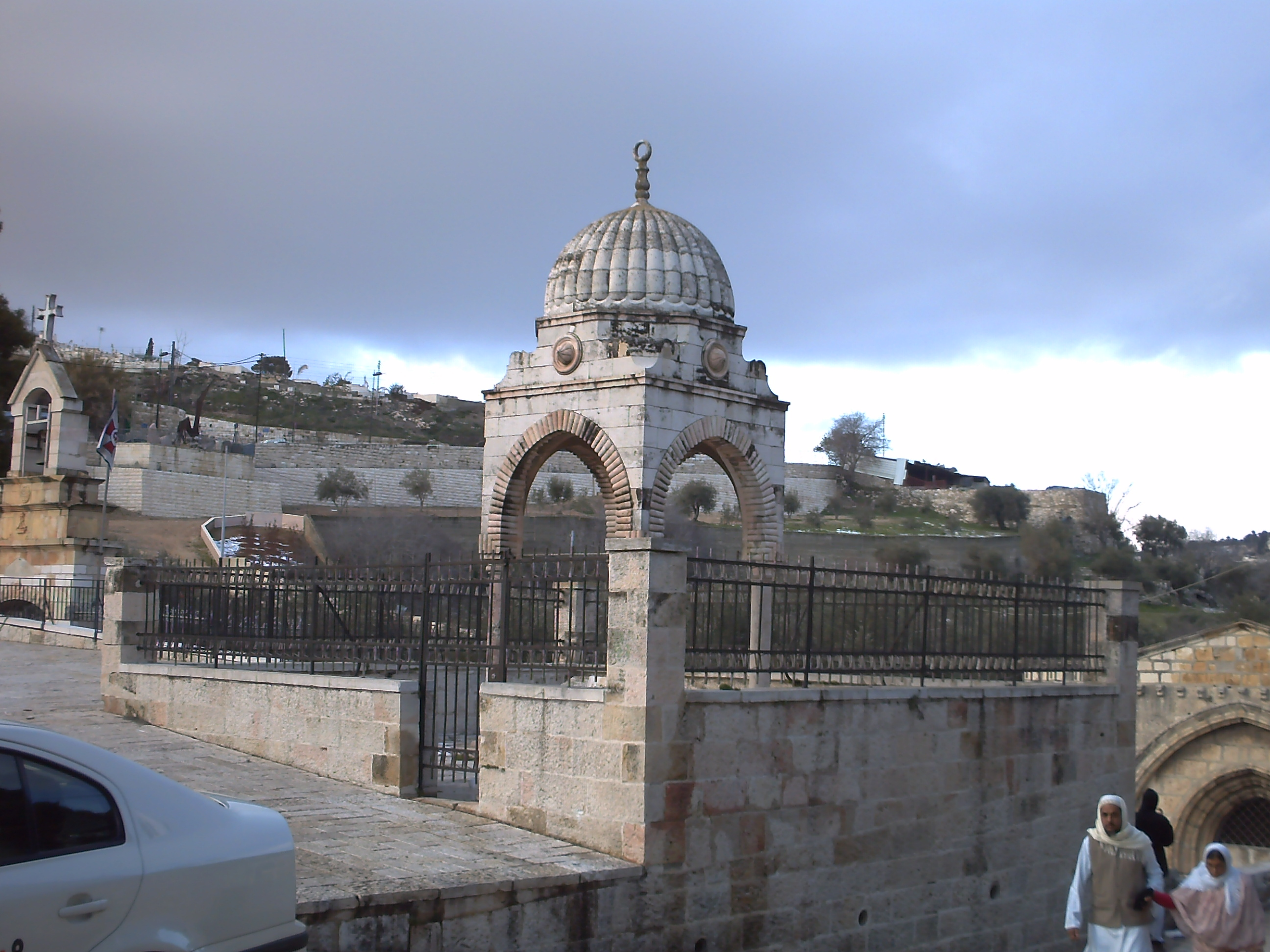
Vista exterior de la tumba de María